# Sava Sekulić
Sava Sekulić (en cirílico serbio: Сава Секулић, Blišine cerca de Obrovac, Condado de Zadar, hoy Croacia , 11 de mayo de 1902-Belgrado, 26 de enero de 1989) pintor naïf serbocroata.

## Biografía
Sava Sekulić fue criado por unos tíos, su madre se volvió a casar cuando perdió a su padre a los 10 años. El pintor solía citar las últimas palabras de su padre: « Aprende por ti mismo, dibuja y escribe con una piedra en la mano >>. Durante la Primera Guerra Mundial fue herido y perdió un ojo a los 15 años. Escribió sus primeros poemas a los 22 y comenzó a pintar en 1932, pero hasta su jubilación en 1962 no se dedicó en exclusividad a la pintura.
Comenzó con un estilo realista de su región natal y evolución al art naïf. Expuso en varias ciudades: Belgrado, Zagreb, Múnich, Aranđelovac, París, Colonia, Jagodina…}.